# Episodi di Viper (seconda stagione)
La seconda stagione della serie televisiva Viper è stata trasmessa in anteprima negli Stati Uniti d'America in syndication tra il 27 settembre 1996 e il 12 maggio 1997.
| nº | Titolo originale          | Titolo italiano | Prima TV USA      | Prima TV Italia |
| -- | ------------------------- | --------------- | ----------------- | --------------- |
| 1  | Winner Take All           |                 | 27 settembre 1996 |                 |
| 2  | MIG-89                    |                 | 30 settembre 1996 |                 |
| 3  | Condor                    |                 | 7 ottobre 1996    |                 |
| 4  | Talk Is Cheap             |                 | 14 ottobre 1996   |                 |
| 5  | Diamond in the Rough      |                 | 21 ottobre 1996   |                 |
| 6  | Standoff                  |                 | 28 ottobre 1996   |                 |
| 7  | White Fire                |                 | 4 novembre 1996   |                 |
| 8  | Die Laughing              |                 | 11 novembre 1996  |                 |
| 9  | On a Roll                 |                 | 14 novembre 1996  |                 |
| 10 | Street Pirates            |                 | 25 novembre 1996  |                 |
| 11 | Breakdown on Thunder Road |                 | 6 gennaio 1997    |                 |
| 12 | Manhunt                   |                 | 13 gennaio 1997   |                 |
| 13 | Turf Wars                 |                 | 27 gennaio 1997   |                 |
| 14 | Forget Me Not             |                 | 3 febbraio 1997   |                 |
| 15 | Wheelman                  |                 | 10 febbraio 1997  |                 |
| 16 | Shutdown                  |                 | 17 febbraio 1997  |                 |
| 17 | Echo of Murder            |                 | 24 febbraio 1997  |                 |
| 18 | Thieves Like Us           |                 | 17 marzo 1997     |                 |
| 19 | Cold Storage              |                 | 21 aprile 1997    |                 |
| 20 | Whistle Blower            |                 | 28 aprile 1997    |                 |
| 21 | Black Box                 |                 | 5 maggio 1997     |                 |
| 22 | The List                  |                 | 12 maggio 1997    |                 |